# 気概
気概（きがい、希: θυμός、thymos）とは、自ら進んで困難に立ち向かっていく強い意志・気性を指す。
プラトンは「魂の三分説」において、この「気概」を、「理知」「欲望」と共に、人間の魂（精神）の側面・機能の1つに数えている。